# Sajgon (stacja kolejowa)
Sajgon – stacja kolejowa w Ho Chi Minh, w Wietnamie. Stacja posiada 3 perony.